# 墨西哥国家美术馆
墨西哥国家美术馆（西班牙語：Museo Nacional de Arte）是墨西哥的国家美术馆，位于墨西哥城历史中心。
墨西哥国家美术馆最初位于宪法广场，后来搬迁数次，1982年搬迁到塔库巴街（Tacuba）8号的新古典主义建筑。 

## 机构

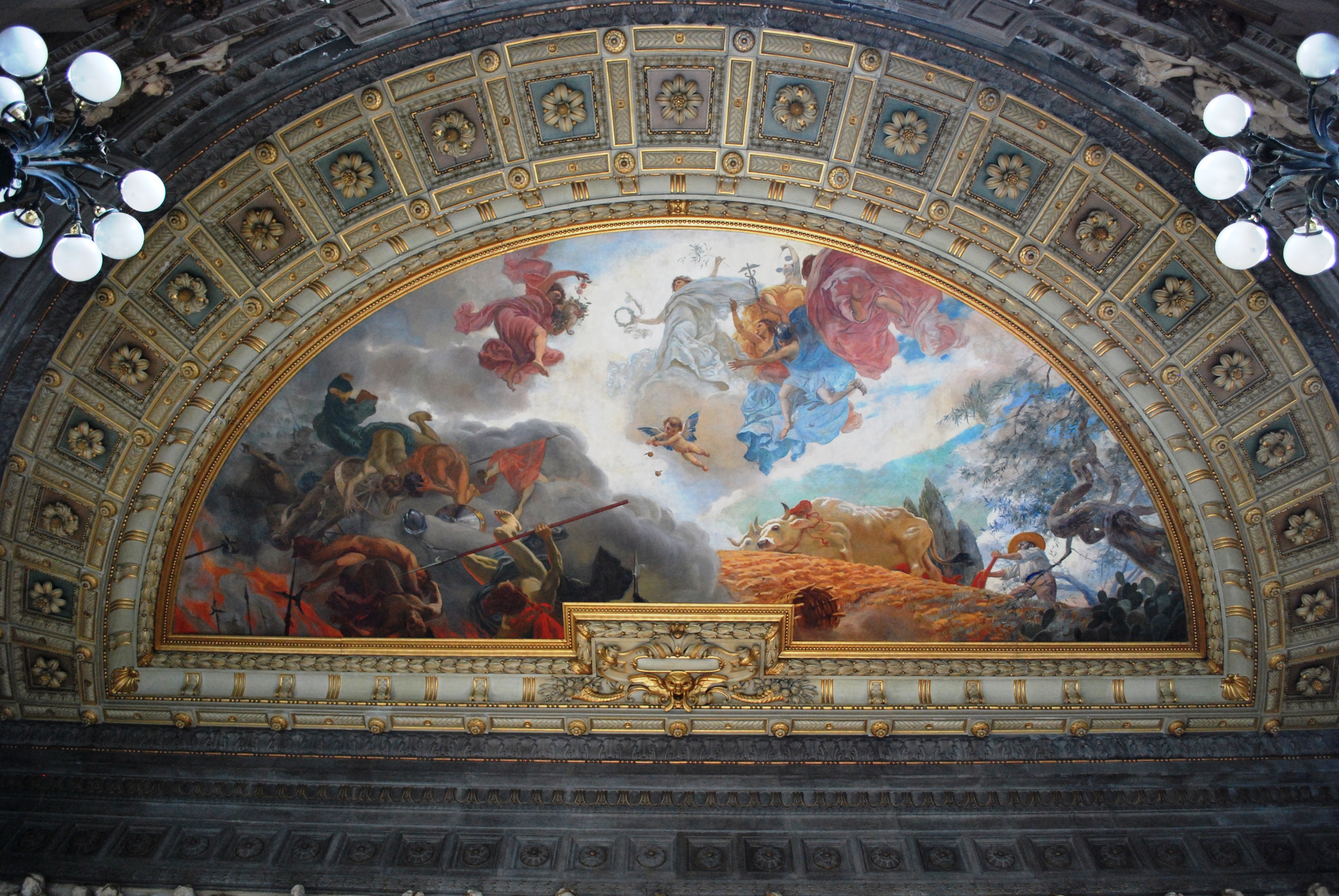

墨西哥国家美术馆成立于1982年，目前专注于16世纪至20世纪上半叶墨西哥艺术的展览、研究和传播。永久藏品3000余件，展览面积5500平方米。

## 通信宫大楼

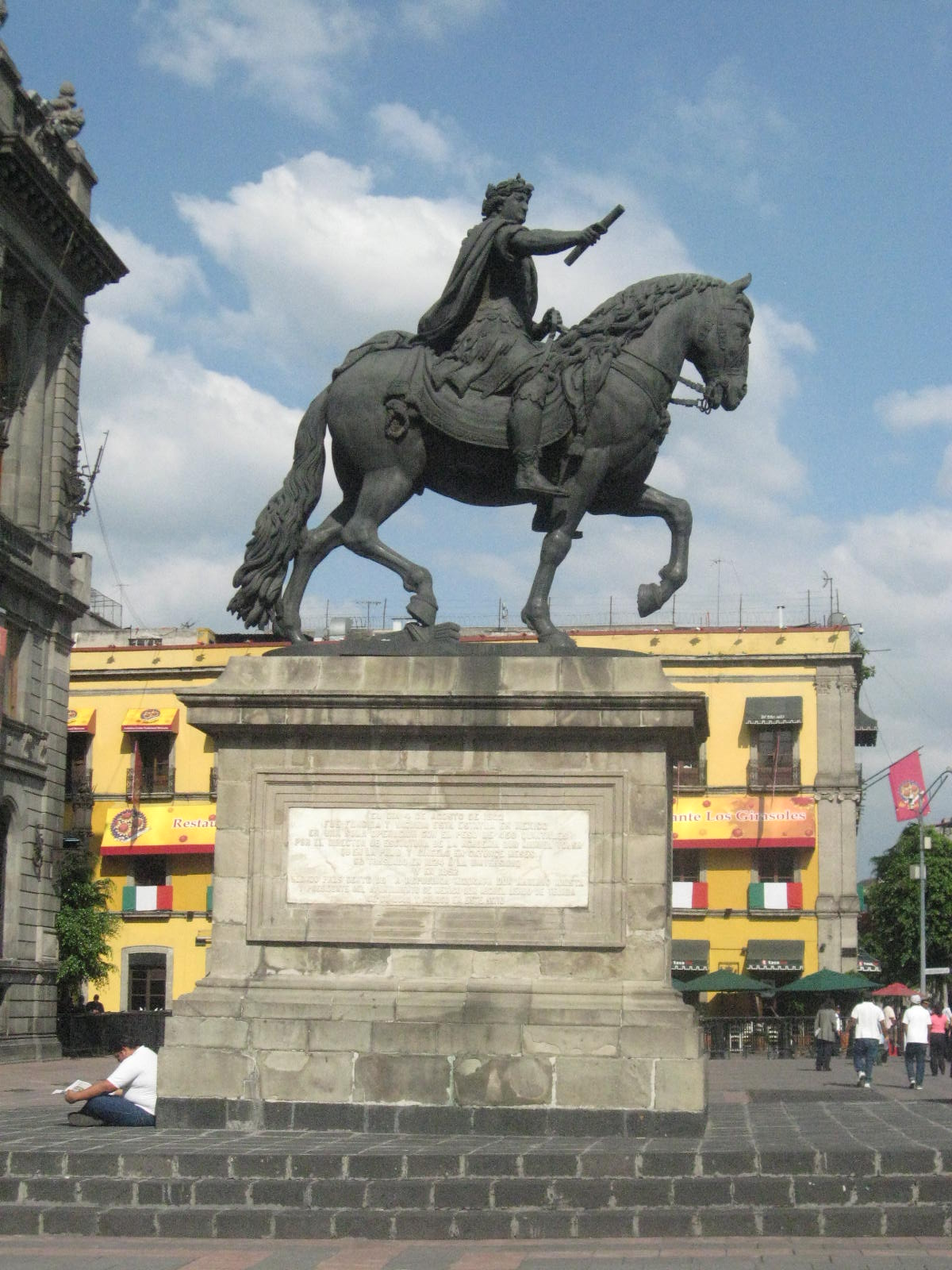
卡洛斯四世骑马雕像

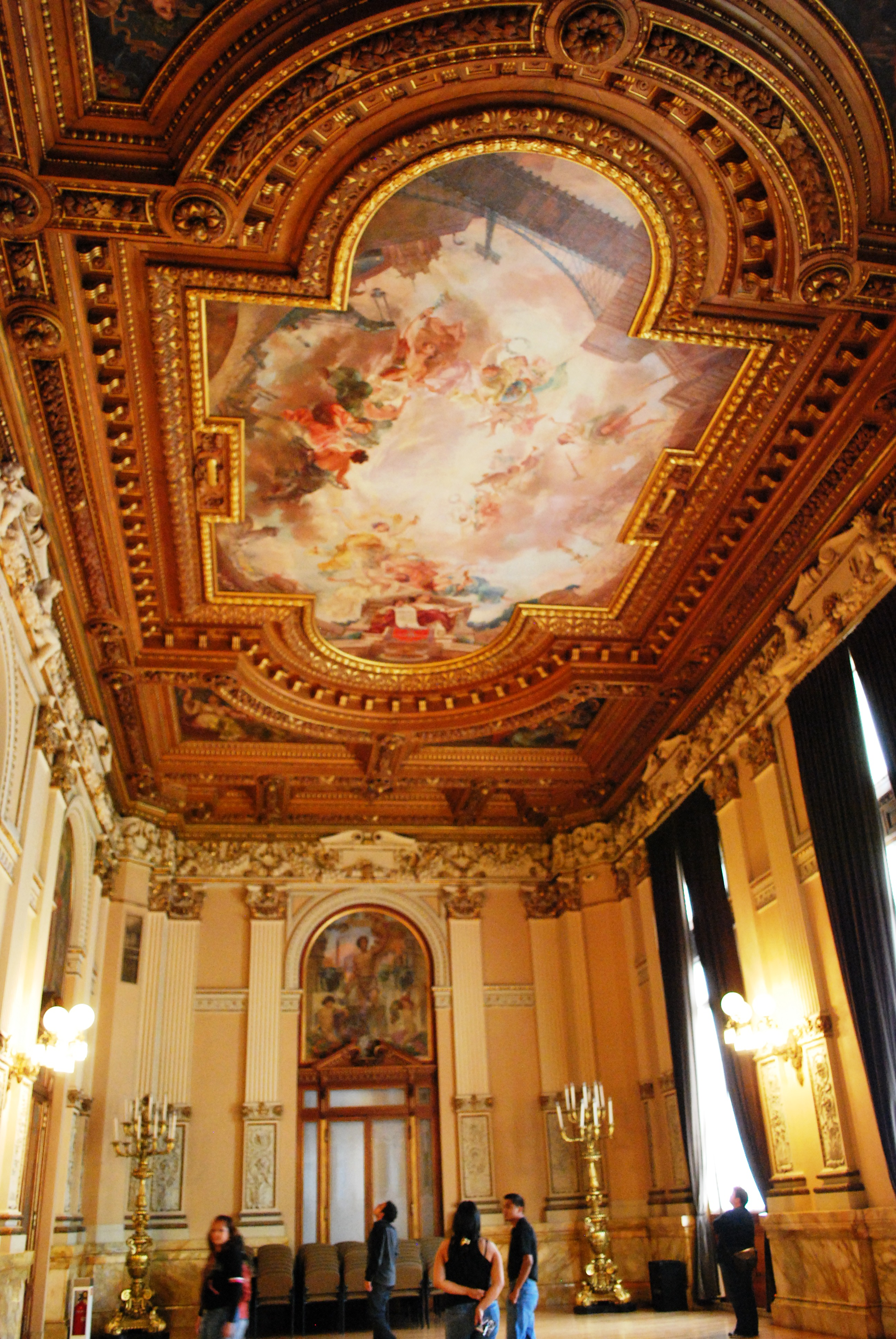
美术馆内部

墨西哥国家美术馆设于古老的通信宫内。20世纪初，政府聘请意大利建筑师西尔维奥·康特里（Silvio Contri）设计并建造了这座“宫殿”，以容纳通信和公共工程秘书处，旨在展示墨西哥对现代化的承诺。这座宫殿建于圣安德烈和冈萨雷斯埃切维里亚医院的旧址上。建筑风格是折衷主义的，融合了过去建筑风格的元素，体现在雕塑、灯光和石雕的形式。中间是一个通往上层的半圆形楼梯。
后来，这座建筑用作墨西哥国家档案馆。从1982年起作为国家艺术博物馆。大楼前的广场以曼努埃尔·托尔萨命名，那里有他的作品，卡洛斯四世骑马雕像。根据基座上的牌匾，不是出于对国王的尊敬，而是为了保存一件艺术品。今天，几乎全部建筑都被用来存放美术馆的永久收藏品，接待大厅和露台则用于音乐会、书籍签名和新闻发布会等活动。

## 收藏

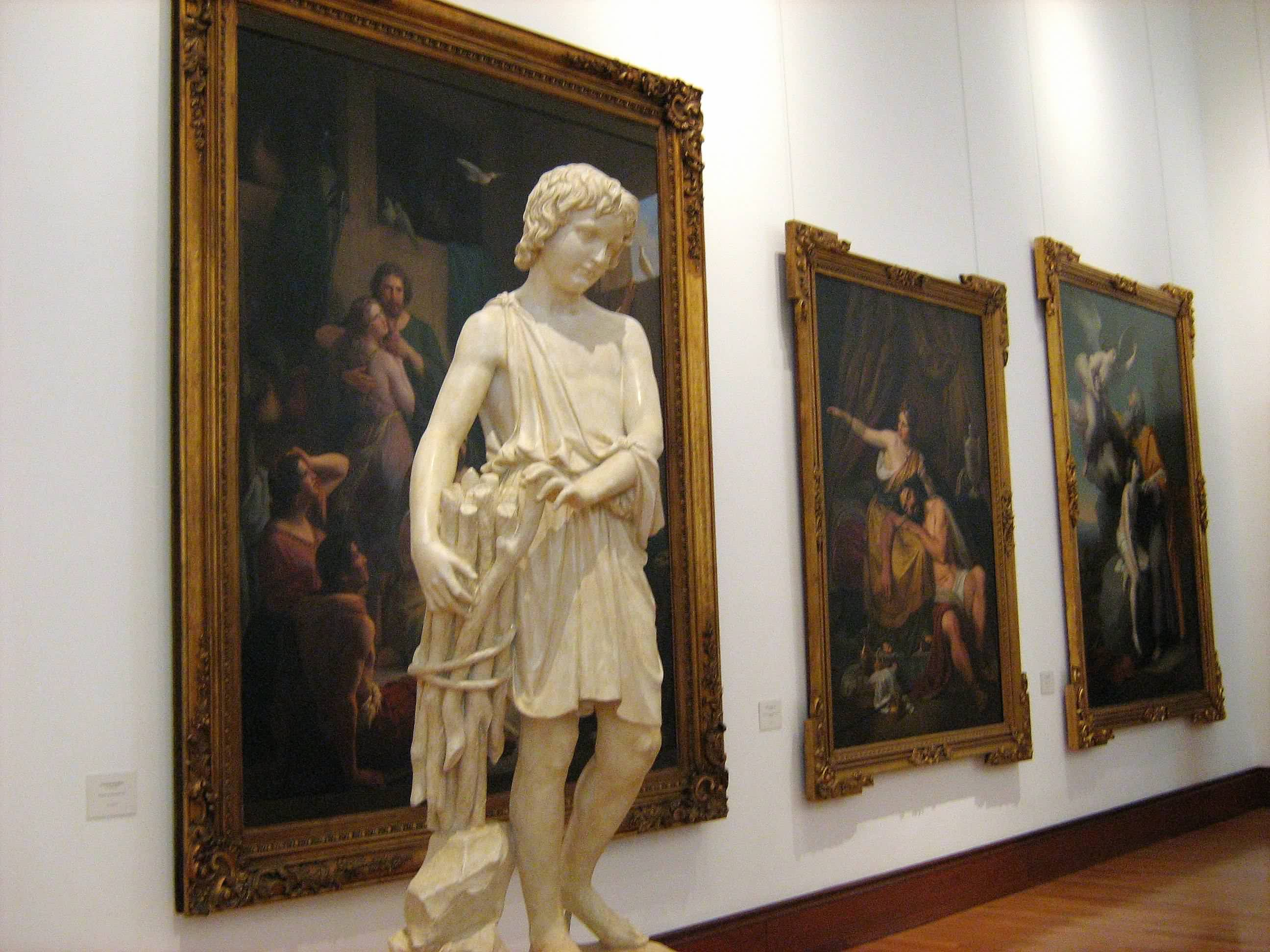

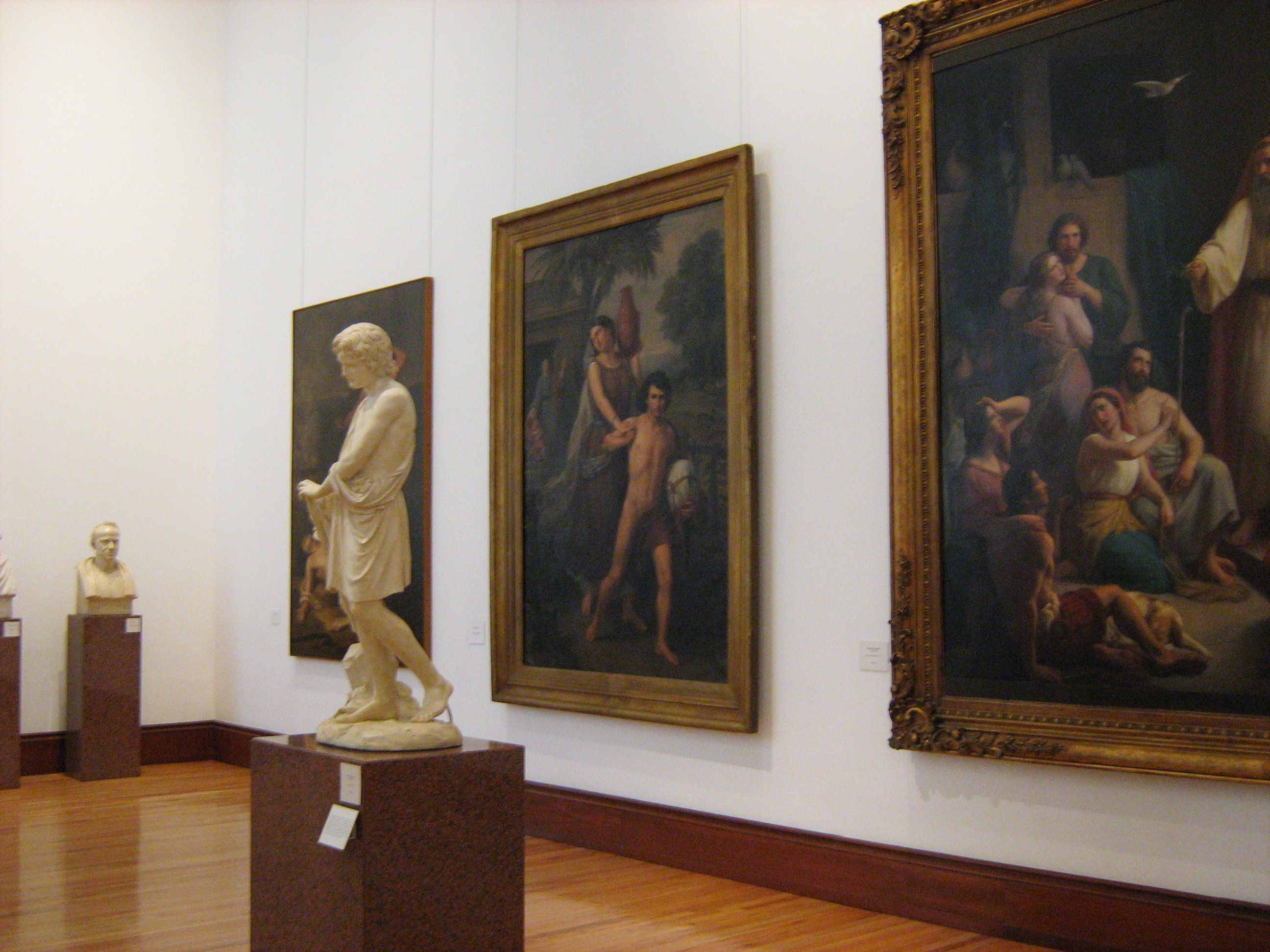

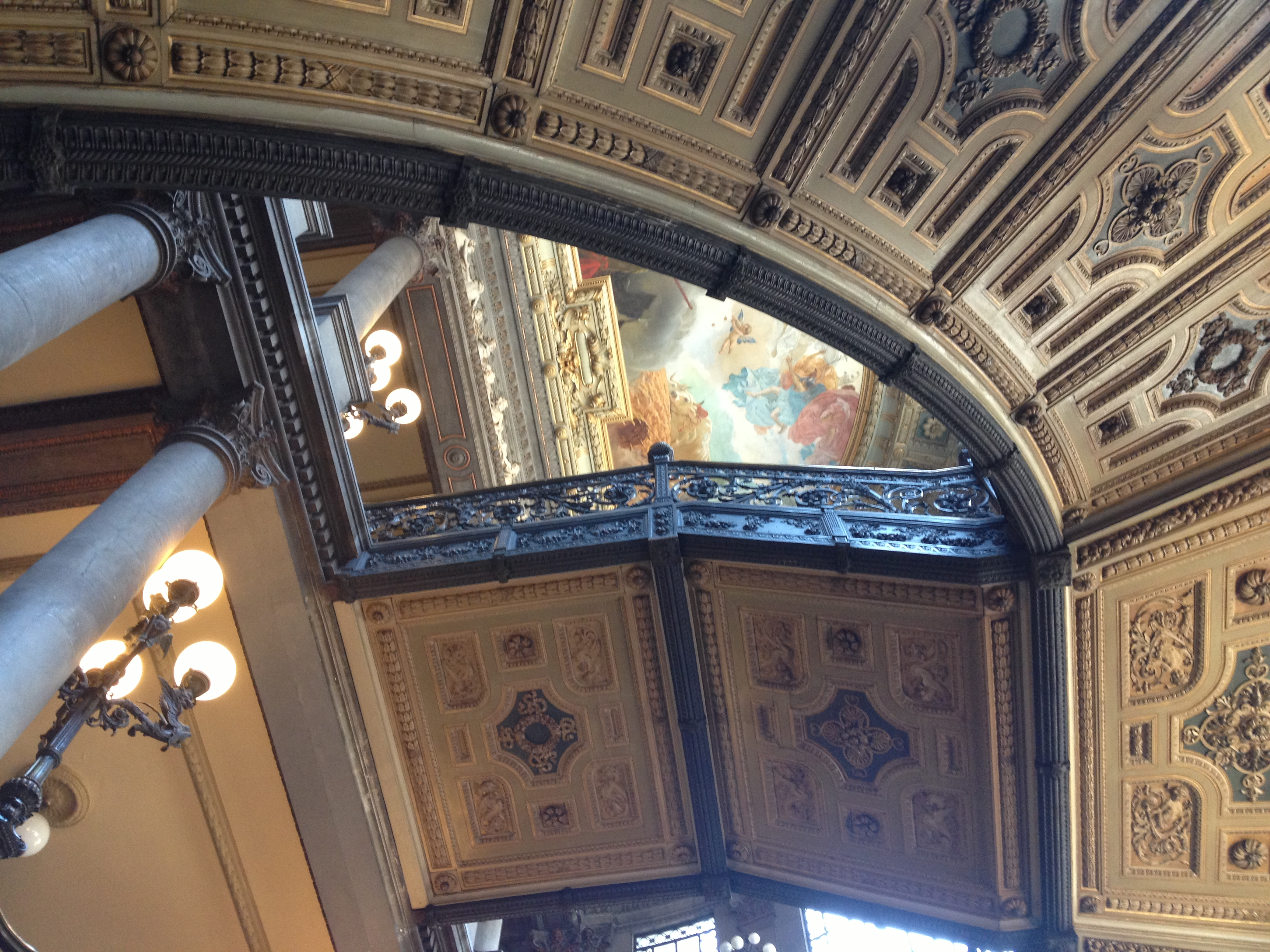
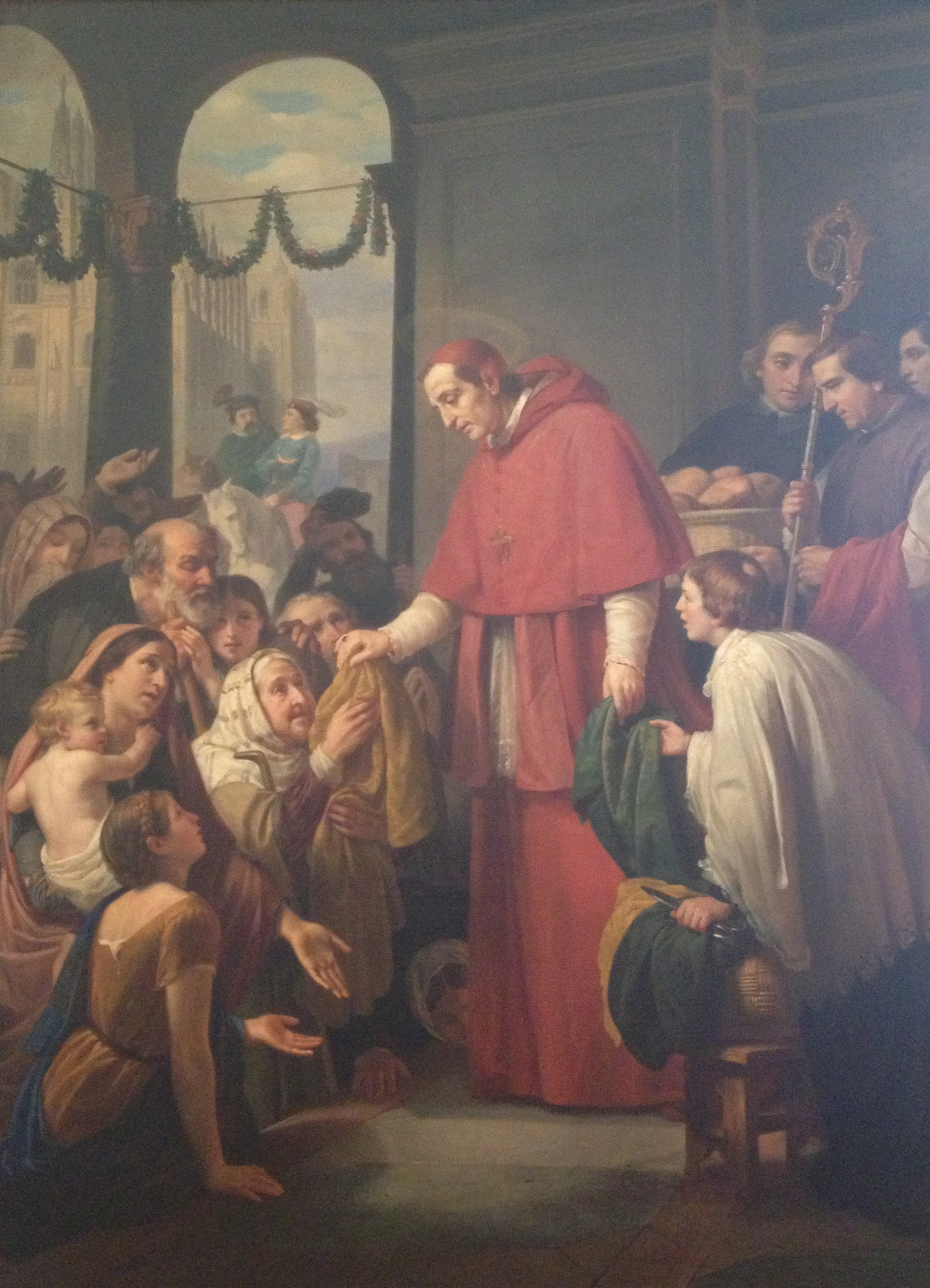
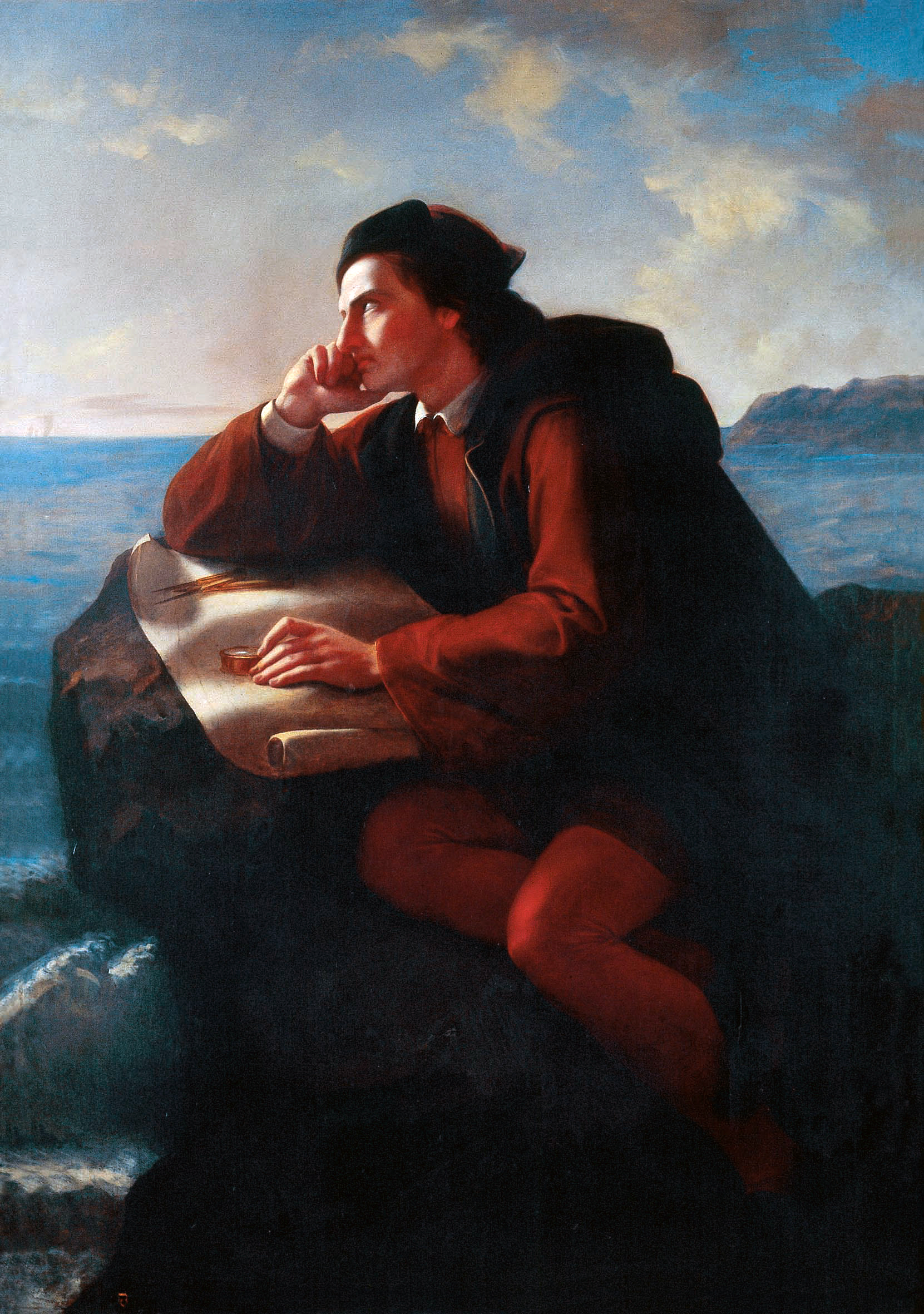
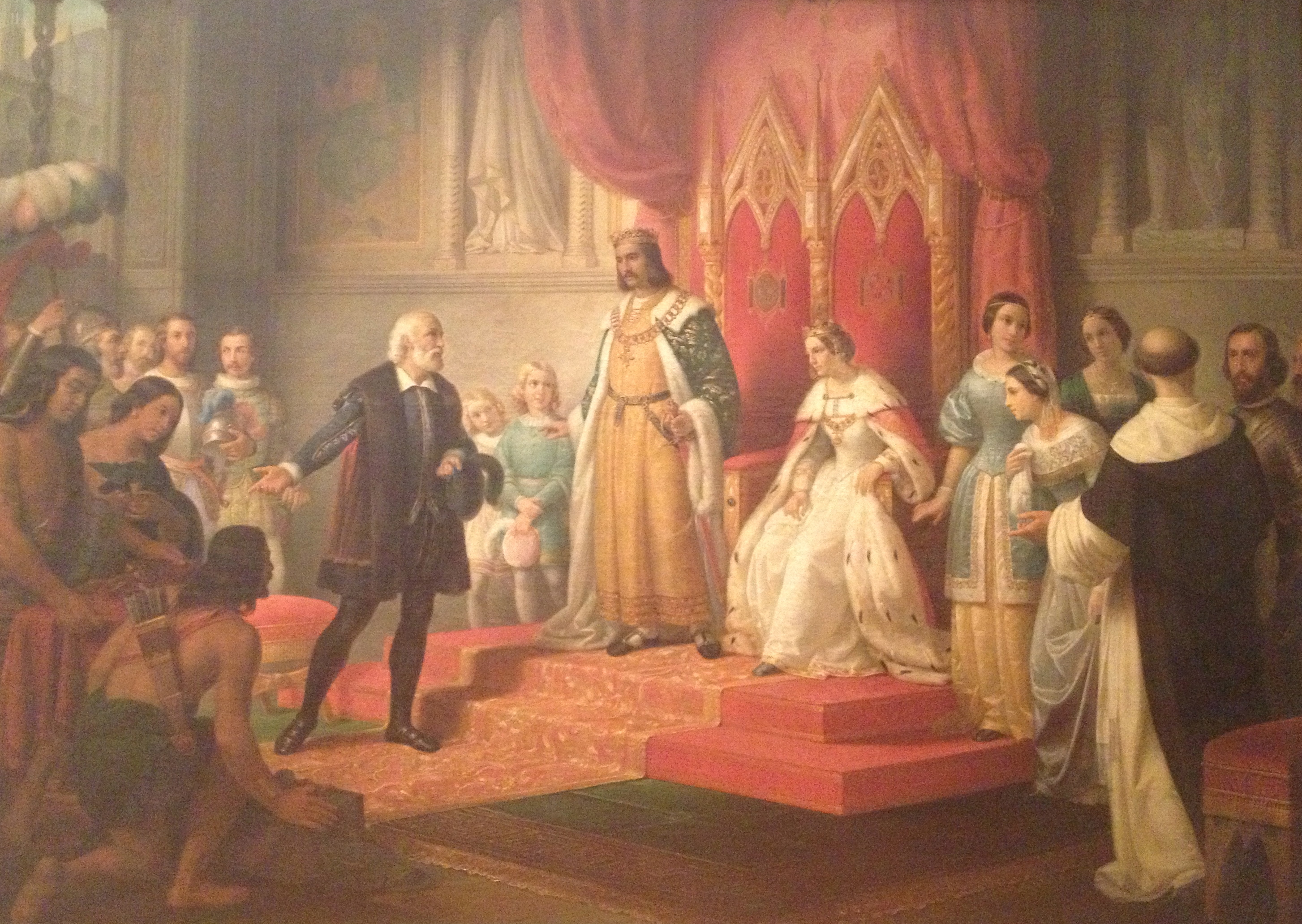
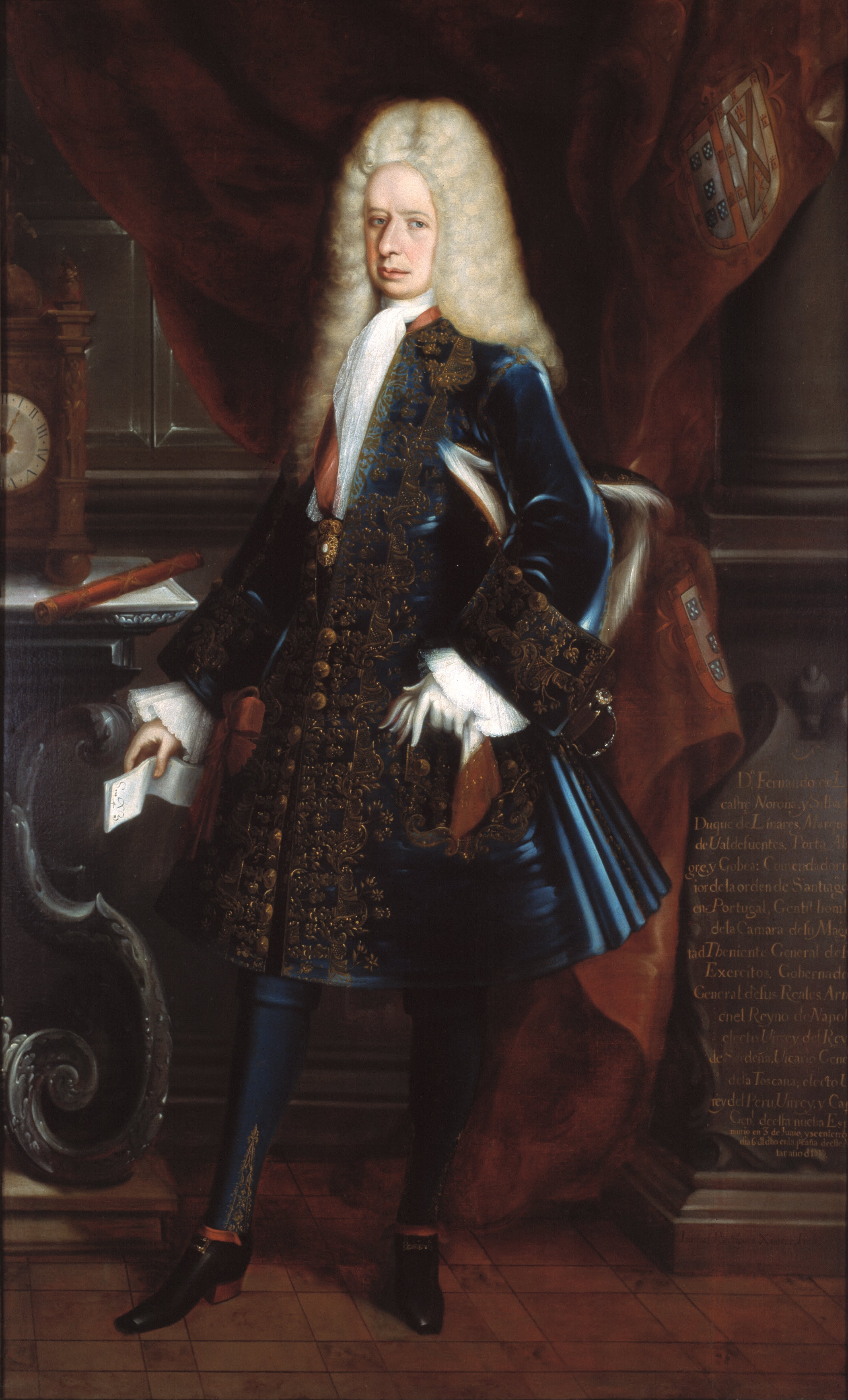
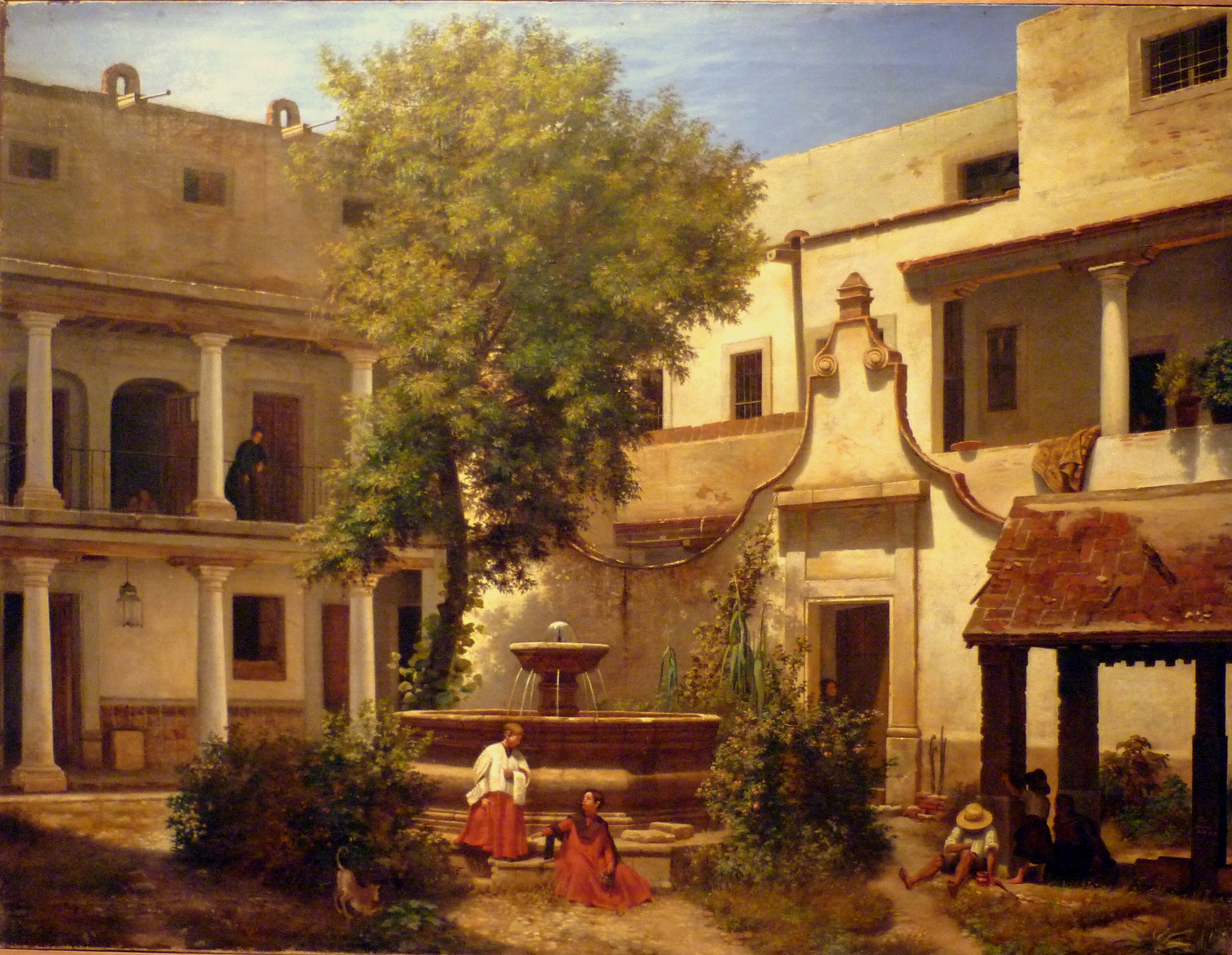
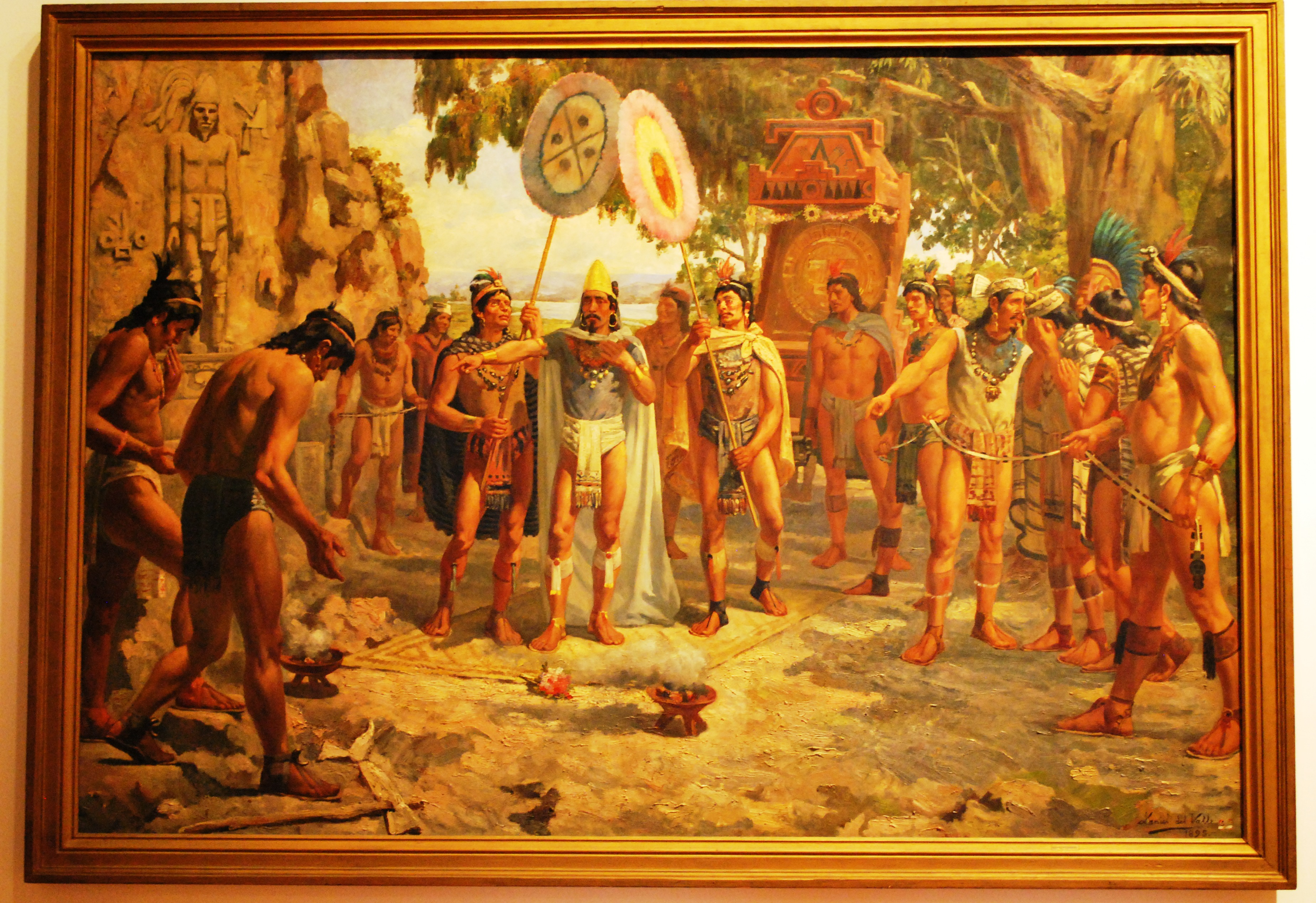
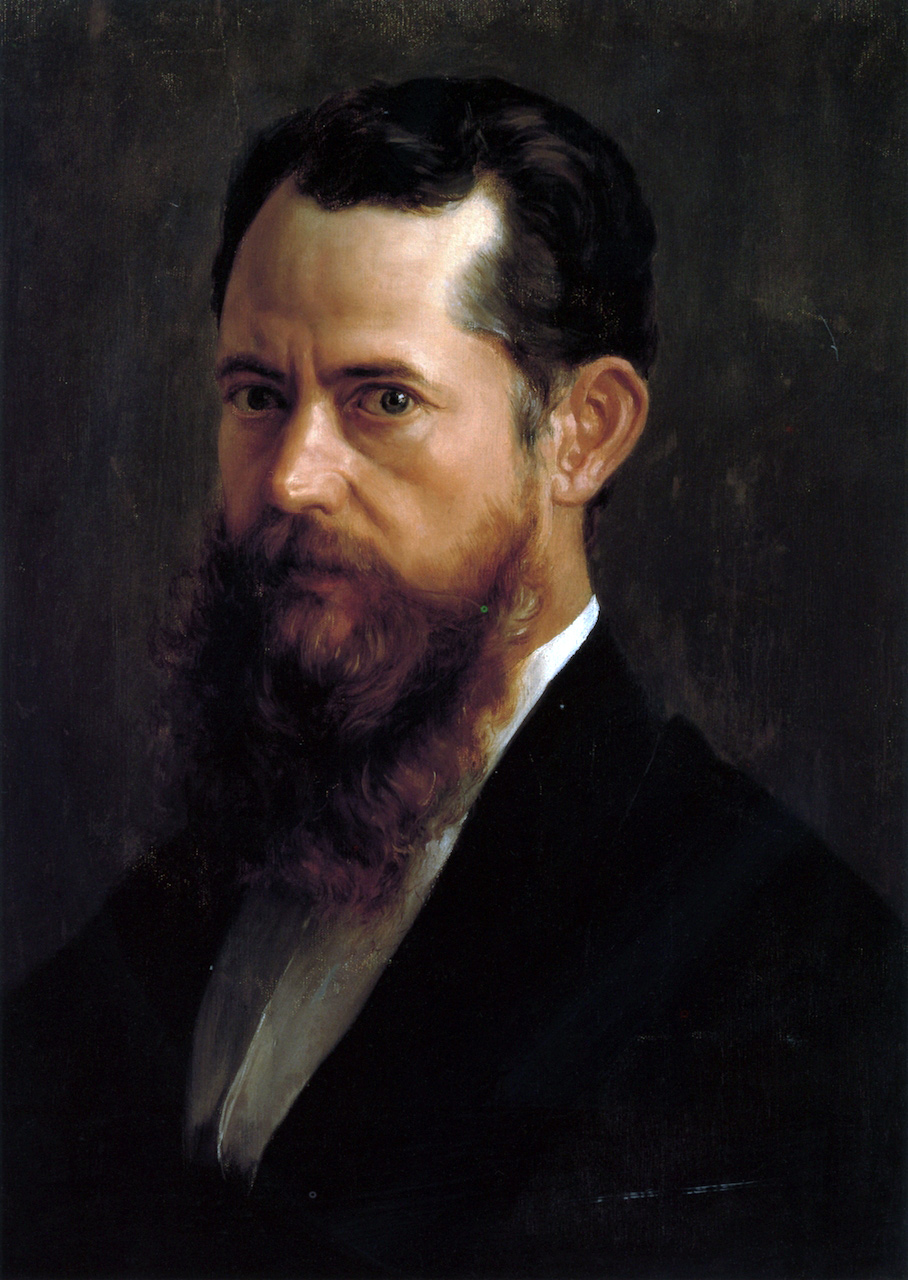
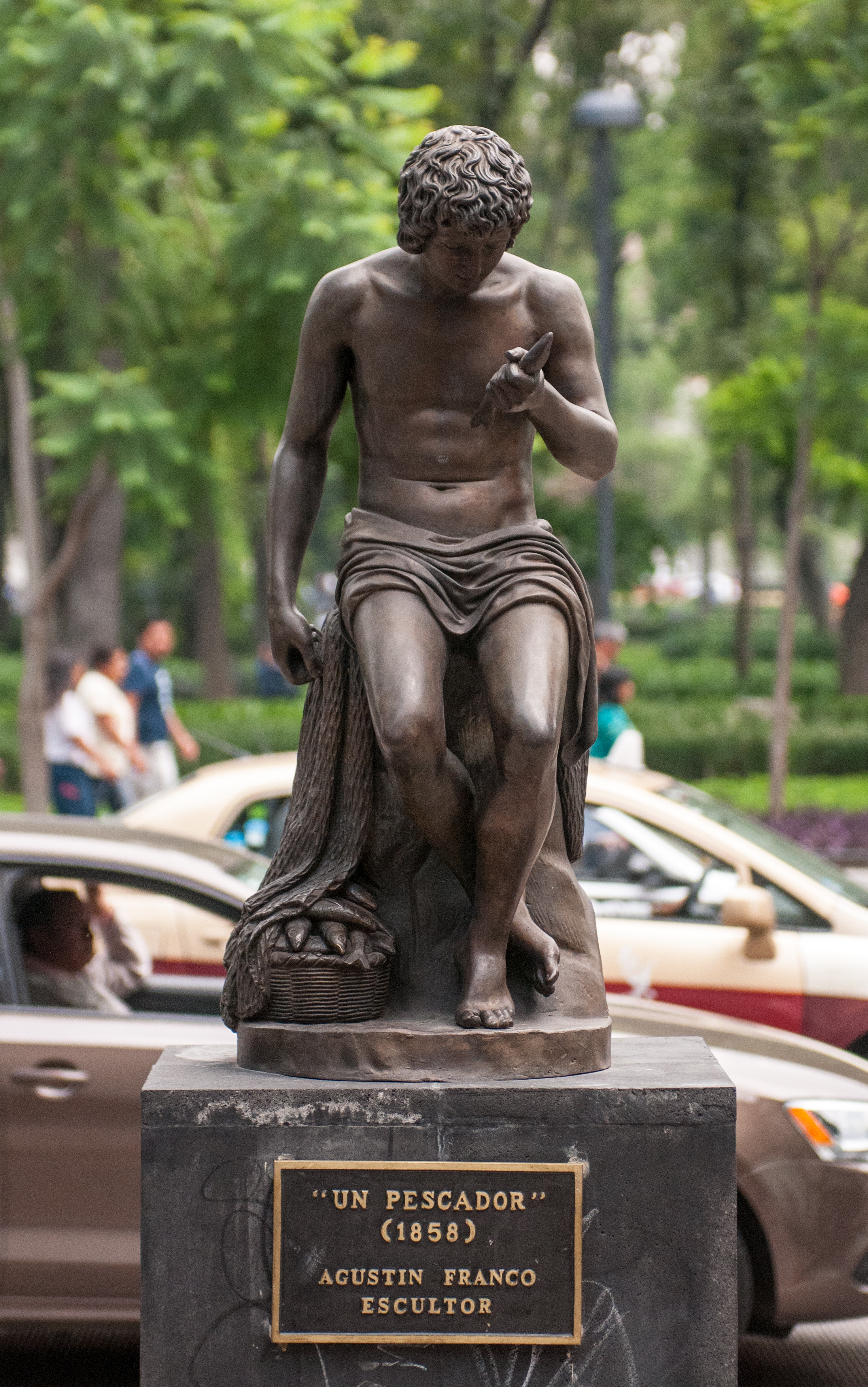
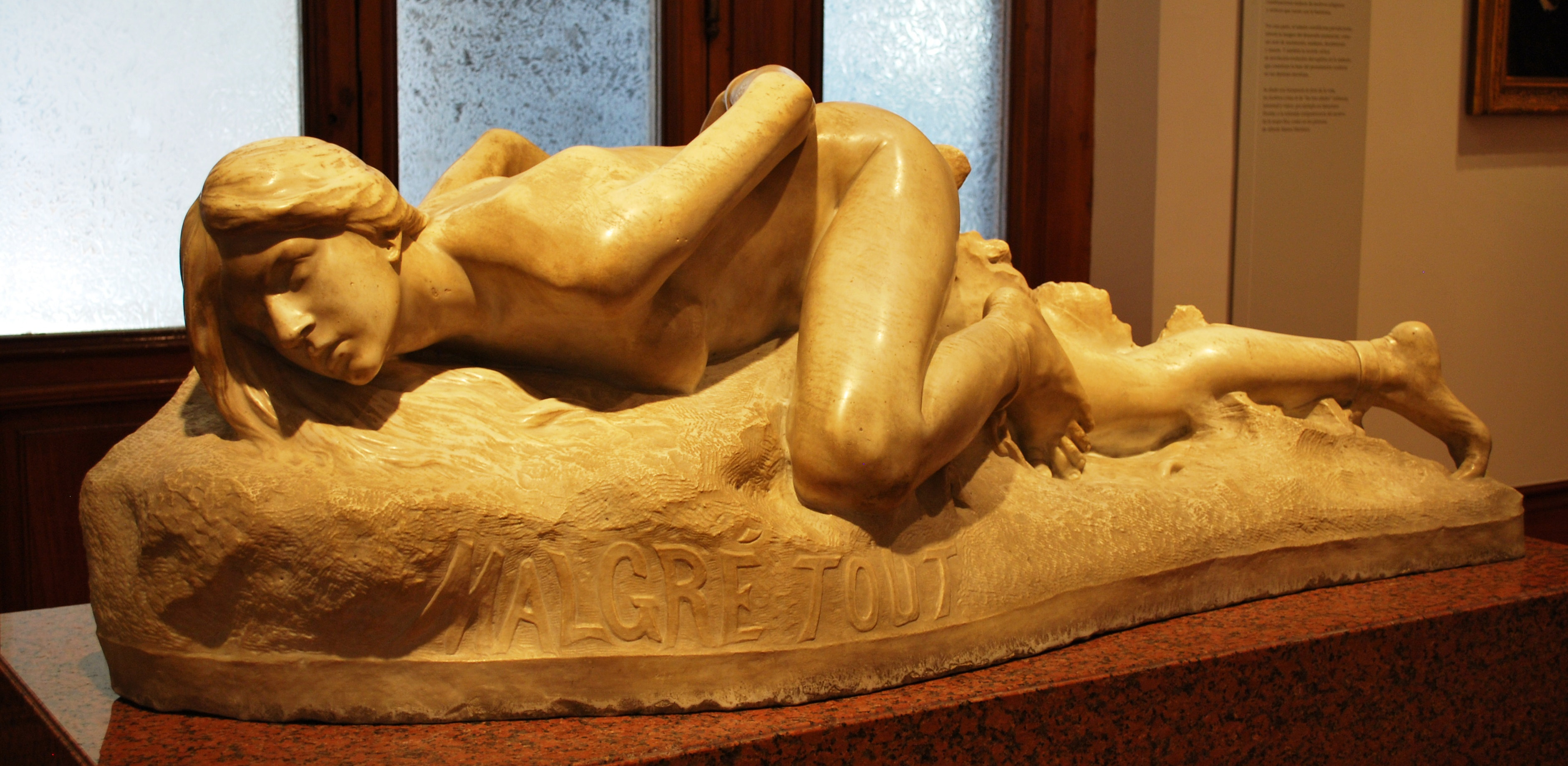
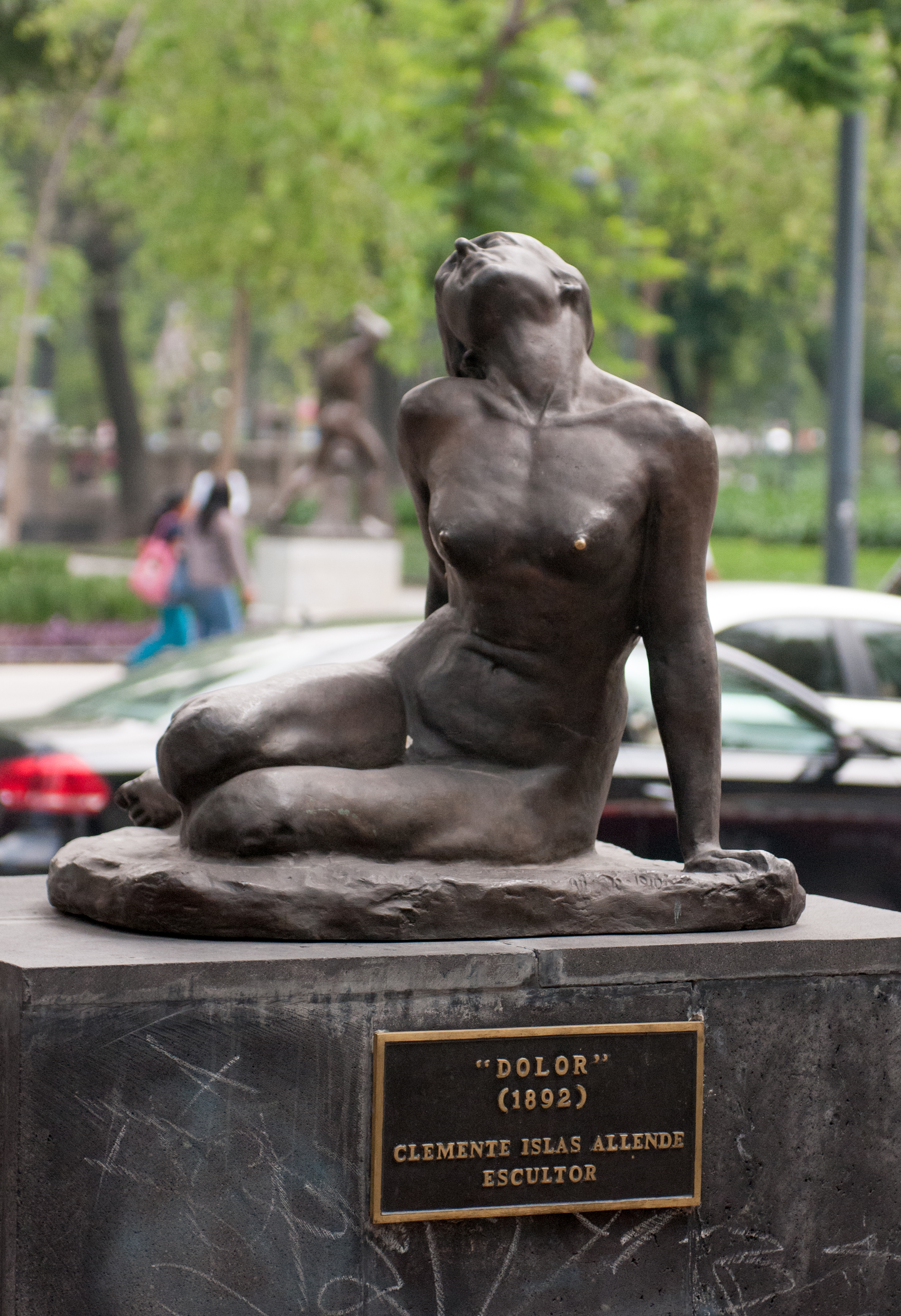
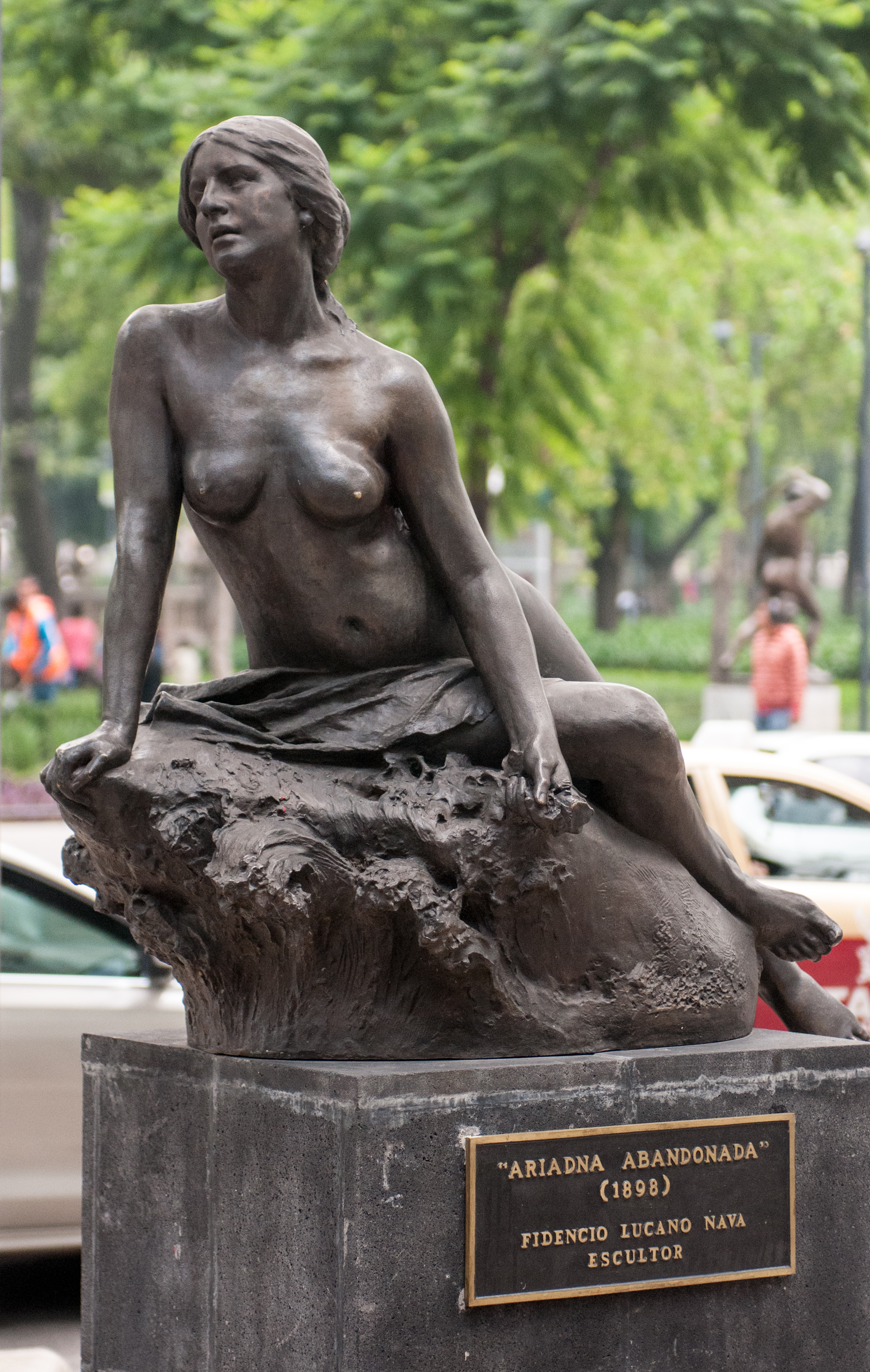
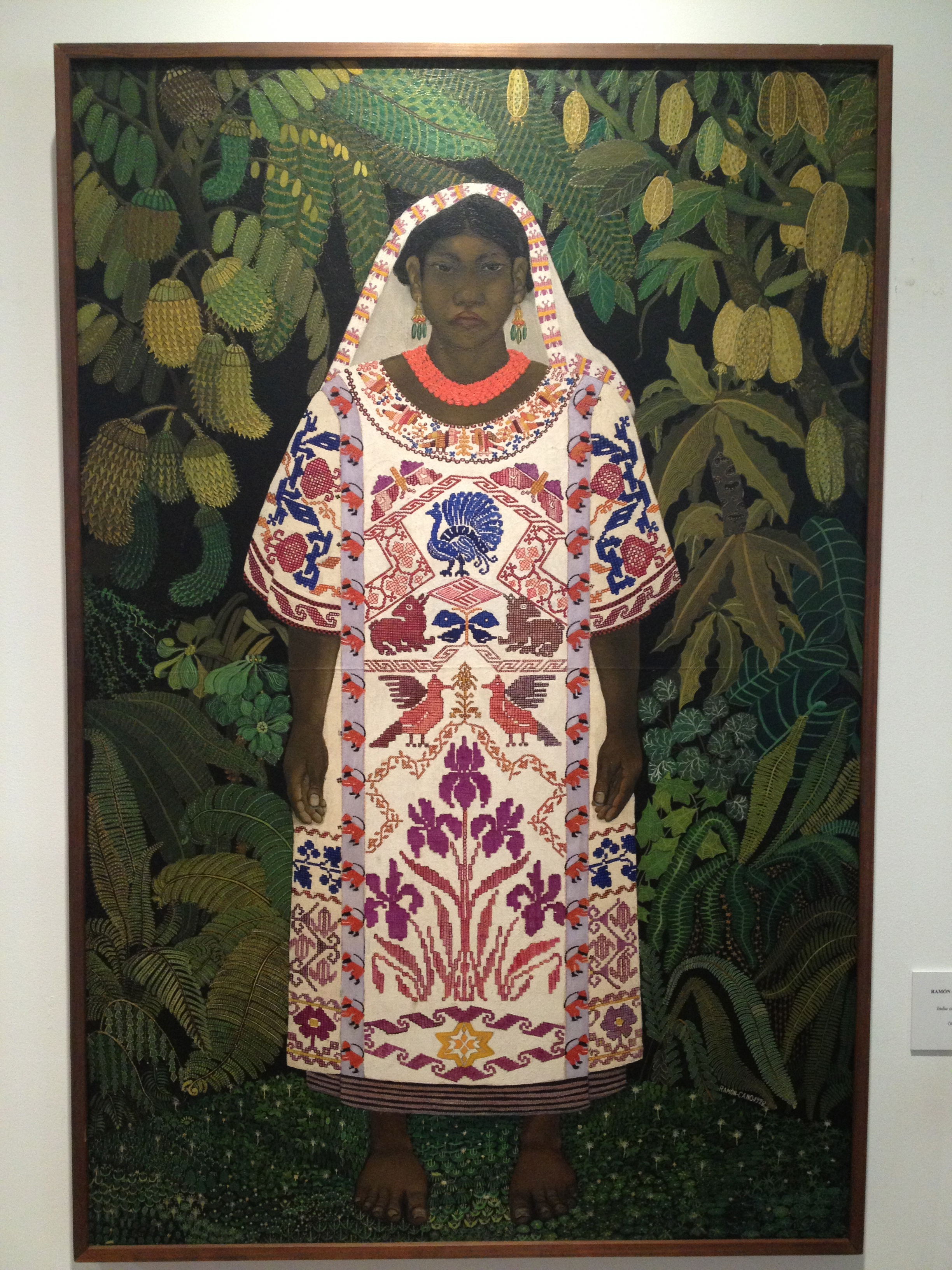